# Gabriel Tortella
Pour l’article homonyme, voir Tortellà.
Gabriel Tortella Casares, né le 24 novembre 1936 à Barcelone (Espagne), est un économiste et historien espagnol. Il est spécialiste en histoire économique de l'âge contemporain.

## Biographie
Il étudie dans sa jeunesse à l'école Colegio Estudio, école libérale héritière de l'Institución Libre de Enseñanza. Il a un doctorat en économie de l'université du Wisconsin et est docteur en droit de l'Université complutense de Madrid.
Il est membre de l'Académie européenne des sciences et des arts depuis 2003.

## Positions
Tortella s'oppose à l'indépendance de la Catalogne.